# Uropoda hallidayi
Uropoda hallidayi es una especie de arácnido del orden Mesostigmata de la familia Uropodidae.

## Distribución geográfica
Se encuentra en Queensland (Australia).